# Antōnios Kriezīs
Antōnios Kriezīs (in albanese: Andon Kryeziu; in greco: Αντώνιος Κριεζής; Trezene, 1796 – Atene, 1865) è stato un militare, patriota e politico greco di etnia albanese (arvanita), nonché Primo ministro della Grecia dal 24 dicembre 1849 al 28 maggio 1854.

## Biografia
Antōnios Kriezīs nacque a Trezene, nell'Argolide, nel 1796, da una rinomata famiglia di arvaniti originaria dell'isola di Idra, nel golfo Saronico, e trasferitasi nel Peloponneso. Avuta sin da bambino la passione per il mare, nel luglio 1821, dopo lo scoppio della Guerra d'indipendenza greca, si arruolò nella Marina greca, prendendo parte a diverse operazioni militari, come quella avvenuta l'8 settembre 1822 di fronte all'isola di Spetses, quando la flotta turca cercò di distruggere il porto locale, usato come base dalla Marina greca, ed imporre il loro predominio sul quel tratto del Mar Egeo. Ma gli insorti greci riuscirono a sconfiggere il nemico, malgrado la netta inferiorità numerica. Kriezīs fu anche compartecipe di azioni eroiche, come quando, nel 1825, insieme al patriota Konstantinos Kanaris, cercato invano ad incendiare la flotta egiziana all'ancora nel porto di Alessandria.
Nel 1828 il presidente greco Giovanni Capodistria, da poco insediatosi al potere, intuendo le sue doti militari, lo mise a capo di una squadra navale, con la quale riuscì, nel 1829, a prendere la città di Vonitsa, situata su una baia che dà sul golfo di Arta, poco prima delle trattative di pace che portarono poi, il 14 settembre dello stesso anno, al Trattato di Adrianopoli, con il quale si sanciva l'autonomia della Grecia, la cui piena indipendenza fu sancita dalla Convenzione di Londra del 7 marzo 1832 e definitivamente dal Trattato di Costantinopoli, siglato il 21 luglio successivo. All'avvento della monarchia di re Ottone I di Grecia, Kriezīs fu nominato, nel 1836, ministro della Marina nel Consiglio di Reggenza guidato dal conte bavarese Josef Ludwig von Armansperg.
Il 24 dicembre 1849, caduto il ministero presieduto dal suo vecchio compagno d'armi Kanaris, venne nominato capo dell'esecutivo, che fu riconfermato poi dalle elezioni popolari del 1850. In veste di primo ministro, Kriezīs dovette affrontare il cosiddetto Incidente del Pacifico, quando il Segretario degli Esteri inglese, Henry Temple, inviò la flotta britannica ad occupare il porto ateniese del Pireo, chiedendo il risarcimento dei danni per l'ingiustizia riservata all'Inghilterra nel commercio con la Grecia. Già in contrasto con il sovrano per l'incidente (Kriezīs, membro del partito anglofilo, avrebbe voluto accondiscendere alle richieste, contro la volontà di Ottone), il ministero si dimise il 28 maggio 1854, dopo la seconda occupazione del porto della capitale da parte della flotta anglo - russa, come garanzia della neutralità greca durante la Guerra di Crimea. Gli successe di nuovo Kanaris, caduto perché filo - russo, e poi Alexandros Mavrokordatos, di simpatie anglofile. Infine, Antōnios Kriezīs morì ad Atene, nel 1865.